# Bujdosó Bendegúz
Bujdosó Bendegúz (Székesfehérvár, 1994. december 10. –) magyar válogatott kézilabdázó, a Ferencvárosi TC játékosa.

## Pályafutása

### Klubcsapatokban
2016 óta a magyar bajnokságban szereplő Ferencvárosi TC játékosa. 

### A válogatottban
2020 novemberében mutatkozott be a magyar válogatottban egy Spanyolország elleni mérkőzésen.